# Epistrophella
Epistrophella is een vliegengeslacht uit de familie van de zweefvliegen (Syrphidae).

## Soorten
- E. coronata (Camillo Róndani, 1857)
- E. euchroma

Stippelelfje (Kowarz, 1885)